# ペラム (ニューハンプシャー州)
ペラム （英: Pelham、[ˈpɛləm]）は、アメリカ合衆国ニューハンプシャー州ヒルズボロ郡の町である。2010年国勢調査では、人口12,897 人だった。ニューハンプシャー州の最南端にあり、ボストン都市圏に入っている。

## 歴史
ペラムの町は、1741年にマサチューセッツとニューハンプシャーの境界が確定した時に、昔のダンスタブルから分離してできた。1746年に法人化された。町名は初代ニューカッスル公爵トマス・ペラム＝ホールズから採られた。ニューカッスル公は当時イギリスの南部担当大臣（植民地担当）を務めており、後にイギリスの首相になった。

## 地理

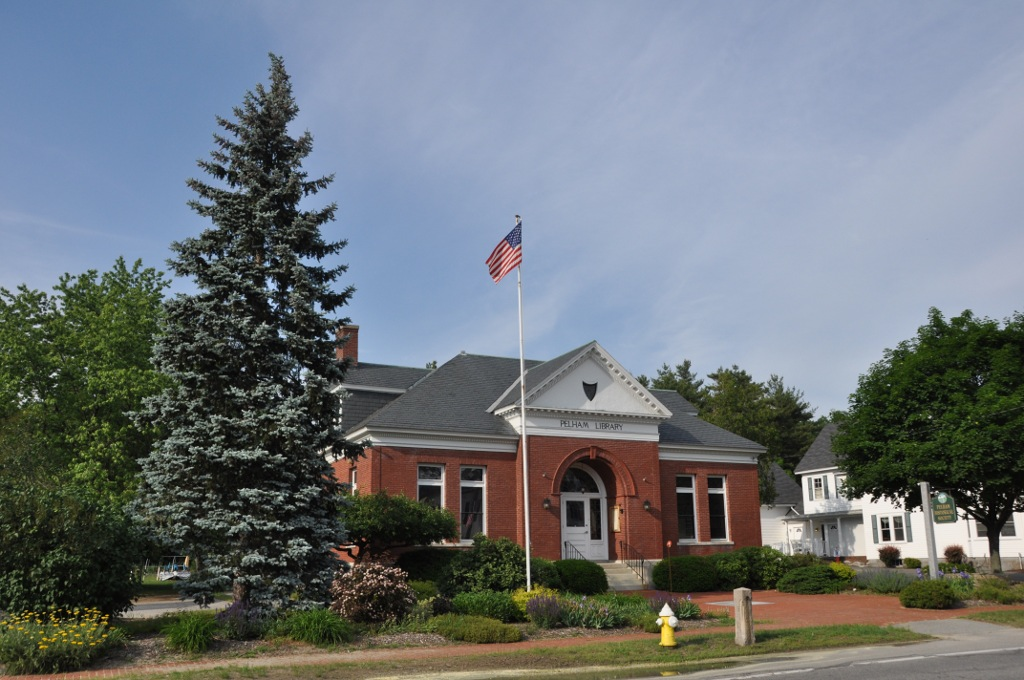
ペラム図書館および記念ビル、現在は地元歴史協会が入っている

アメリカ合衆国国勢調査局に拠れば、町域全面積は27.0平方マイル (69.9 km2)であり、このうち陸地26.4平方マイル (68.4 km2)、水域は0.5平方マイル (1.3 km2)で水域率は1.93% である。町内最高地点は標高577フィート (176 m) のジェレミーヒルである。ニューハンプシャー州で最南端の地点が町内にある（北緯42度41分49秒 西経71度17分40秒 / 北緯42.69694度 西経71.29444度）。マサチューセッツ州の北境界はペラムからやや北西寄りに西に向かう。

## 人口動態
1767年が最初の国勢調査であり、その時の人口は543人だった。
以下は2000年の国勢調査による人口統計データである。
| 基礎データ - 人口: 10,914 人 - 世帯数: 3,606 世帯 - 家族数: 2,982 家族 - 人口密度: 159.4人/km2（412.9 人/mi2） - 住居数: 3,740 軒 - 住居密度: 54.6軒/km2（141.5 軒/mi2） 人種別人口構成 - 白人: 97.34% - アフリカン・アメリカン: 0.44% - ネイティブ・アメリカン: 0.22% - アジア人: 1.04% - その他の人種: 0.25% - 混血: 0.71% - ヒスパニック・ラテン系: 0.96% | 年齢別人口構成（2000年データ） - 18歳未満: 28.9% - 18-24歳: 6.1% - 25-44歳: 34.0% - 45-64歳: 23.2% - 65歳以上: 7.8% - 年齢の中央値: 36歳 - 性比（女性100人あたり男性の人口） - 総人口: 98.8 - 18歳以上: 99.3 世帯と家族（対世帯数、2000年データ） - 18歳未満の子供がいる: 43.6% - 結婚・同居している夫婦: 71.8% - 未婚・離婚・死別女性が世帯主: 7.5% - 非家族世帯: 17.3% - 単身世帯: 12.9% - 65歳以上の老人1人暮らし: 5.7% - 平均構成人数 - 世帯: 3.03人 - 家族: 3.33人 | 収入と家計 - 収入の中央値 - 世帯: 68,608米ドル - 家族: 73,365米ドル - 性別 - 男性: 47,685米ドル - 女性: 33,375米ドル - 人口1人あたり収入: 25,158米ドル - 貧困線以下 - 対人口: 3.0% - 対家族数: 1.6% - 18歳未満: 3.1% - 65歳以上: 4.7% |

## 教育
- ペラム小学校
- ペラム記念学校
- ペラム高校
- セントパトリック学校（私立）
- E・G・シャーバーン学校（元小学校）

## 公園

### マルドゥーン公園
マルドゥーン公園はペラム中心の北西、マンモス道路（ニューハンプシャー州道128号線）305、ナシュア道路の直ぐ北にある。この公園の土地は州道128号線と、それから分岐する2本の道路、さらに州道111号線代替路と交差する小さな道路に囲まれている。
マルドゥーン公園には多くの短い歩道、4面の様々な大きさの野球場（ティーボールから公式まで）、サッカー場、遊技場がある。歩道の大半は公園にある2つの池、地方道と家屋、小さな川であるビーバー・ブルックに通じている。2007年9月に18ホールのディスクゴルフコースが完成し、4分の1マイル (400 m) 以上の距離がある。
ペラム町の公園・レクリエーション部は近年、公園の南西隅に非公式サイズの野球場2面を追加した。2013年9月時点で1面はダッグアウト以外完成し、もう1面は建設中である。